# Karate na Mediteranskim igrama 2013.
Karate natjecanje na Mediteranskim igrama 2013. održalo se 28. i 29. lipnja. Sportaši su se natjecali u 10 težinskih kategorija po pet u muškoj i pet u ženskoj konkurenciji. Turska je najuspješnija nacija sa šest osvojenih zlatnih medalja, dok je Hrvatska osvojila jednu brončanu medalju.

## Osvajači medalja

### Muškarci
| Kategorija    | Zlato              | Srebro                  | Bronca                             |
| Kumite 60 kg  | Luca Maresca       | Mohamed Ali             | El Mehdi Benrouida Johan Lopes     |
| Kumite 67 kg  | Ömer Kemaloğlu     | Redouan Koussekssou     | Magdy Mohamed Mohamed Boudis       |
| Kumite 75 kg  | Serkan Yağcı       | Fernando Moreno Paz     | Luigi Busà Ahmed Solyman           |
| Kumite 84 kg  | Hany Keshta        | Michail Georgios Tzanos | Nello Maestri Juš Markač           |
| Kumite +84 kg | Stefano Maniscalco | Enes Erkan              | Missipsa Hamadimi Mohanad Mohammed |

### Žene
| Kategorija     | Zlato              | Srebro              | Bronca                            |
| Kumite 50 kg   | Serap Özçelik      | Areeg Rashed        | Alexandra Recchia Giorgia Gargano |
| Kumite 55 kg   | Tuba Yenen         | Lucie Ignace        | Marta Armentia Selene Guglielmi   |
| Kumite 61 kg   | Giana Lotfy        | Bahar Erşeker       | Laura Pasqua Lucile Breton        |
| Kumite 68 kg   | Hafsa Şeyda Burucu | Irene Colomar Costa | Alizée Agier Azra Seles           |
| Kumite + 68 kg | Meltem Hocaoğlu    | Shymaa Al Sayed     | Greta Vitelli Nadege Ait Ibrahim  |